# 恐竜王国
『恐竜王国』（原題：Land Of The lost）は、1991年のアメリカの海外ドラマのテレビシリーズ。原題はランド・オブ・ザ・ロストだが日本では「恐竜王国」、「恐竜帝国」という題名に改題してオリジナルビデオ として発売された。
本作品が日本でテレビ放送された1993年は、日米で恐竜ブームが起きており、特に恐竜の子供が登場する作品が多く、本作品もその1つに数えられる。

## あらすじ
キャンプに出掛けたポーター一家は地震による地割れで車もろとも地底へと転落する、そこは恐竜などが闊歩する原始の世界だった。ツリーハウスに住み、キャンプ用品と車を利用しながら元の世界に帰れる日を待つ彼らはある日、パラサウロロフスの赤ん坊「ターシャ」を孵化させ一緒に生活を始める。さらにジャングルの女王クリスタ、その友人の猿人スティンクなど新しい家族も増えていく。

## ポーター一家
トム・ポーター：ティモシー・ボトムズ
本作の一応の主人公。ほとんど活躍はしないが、やる時はやる一家の父親。
ケビン・ポーター：ロバート・ギャビン
長男で少々口は悪いが明るく優しい美少年。
アニー・ポーター：ジェニー・ドールガン
ケビンの妹で眼鏡を掛けた美少女。毒舌だが優しい性格。
ターシャ
雌のパラサウロロフスの赤ちゃんでアニーを母親として慕う。
クリスタ：シャノン・デイ
ジャングルの女王で。この世界にやって来て海で遭難死した一家の最後の生き残り。「アクバネ」という未知の言語で挨拶を行う。
スティンク
陽気な猿人の少年でクリスタの家族。

## 恐竜・動物
スカーフェイス
右目の無い雄のティラノサウルスでターシャの母親と姉妹らを殺した仇でもある。
プリンセス
クリスタのペットで右角の無い雌のトリケラトプス。
スパイク
ケビンらと仲のいい雌のステゴサウルス。
未来恐竜フューチャラス
未来と過去を行き来する改造恐竜。

## 敵
シャング
別名「シャング様」。「恐竜王国の支配者」を自称。恐竜戦士スリースタックスの王。
ニム
シャングの部下の恐竜戦士。
キグ
ニムと仲のいい、シャングの部下の恐竜戦士。

## キャスト
- ティモシー・ボトムズ - トム・ポーター
- ロバート・ギャヴィン - ケビン・ポーター
- ジェニー・ドールガン - アニー・ポーター
- シャノン・デイ - クリスタ

## スタッフ
- 監督：フランク・デ・パルマ
- 製作：ピーター・ブレイ
- 脚本：レン・ジャンセン、チャック・メンビル